# Wremen
Wremen är en ortsteil i kommunen Wurster Nordseeküste i Landkreis Cuxhaven i förbundslandet Niedersachsen i Tyskland. Wremen var en kommun fram till 1 januari 2015 när den uppgick i Wurster Nordseeküste. Kommunen Wremen hade 1 944 invånare 2014.